# Маады, Барынмаа Анандович
Барынмаа Анандович Маады (12.05.1926 — 31.08.1979) — звеньевой колхоза имени Кочетова Пий-Хемского района Тувинской автономной области. Герой Социалистического Труда.

## Биография
Барынмаа Анандович Маады родился 12 мая 1926 года в Тувинской Народной Республике. В 1942 году начал трудиться в колхозе «Хадын», позже переименованный в колхоз имени Кочетова. В 1944—1945 годах учился на курсах механизаторов в городе Туран, после окончания курсов вернулся в колхоз и через год стал лучшим механизатором колхоза, а затем возглавил комсомольско-молодёжное звено. Барынмаа Маады и его звену было выделено поле в местечке Даштыг-Ужук. В 1947 году его звено получило урожай пшеницы 28 центнеров с гектара, а в 1948 году уже 30,5 центнеров пшеницы с гектара земли.
10 июня 1949 года указом Президиума Верховного Совета СССР за получение высоких урожаев пшеницы в 1948 году Барынмаа Анандовичу Маады присвоено звание Героя Социалистического Труда с вручением ордена Ленина и золотой медали «Серп и Молот».
Барынмаа Маады скончался 31 августа 1979 года.